# Eduardo Espinosa Cuadros
Eduardo Espinosa Cuadros (Granada, 1884 – Granada, 21 de febrero de 1956) fue un escultor e imaginero español.

## Biografía
Hijo de Manuel Espinosa Ávila y de Matilde Cuadros García, fue bautizado en la iglesia de la Magdalena. En 1910 contrajo matrimonio, en la iglesia de San Cecilio, con María de los Ángeles Torres Barea. No tuvo hijos. Era elegante, de trato agradable, delicado, de exquisitos modales y generoso con sus clientes; amante de la música, entusiasta de la guitarra y de profunda religiosidad.
Discípulo del maestro Ojeda, desde muy joven montó su taller en la calle Jesús y María de Granada, donde se consagró «con vocación y fervor no frecuentes» a la imaginería religiosa. Presentó una escultura en madera policromada de San Juan de la Cruz en la Exposición Regional de Arte Moderno celebrada en 1929 en la Casa de los Tiros.
Fue maestro, entre otros, de Domingo Sánchez Mesa y de su sobrino Eduardo Espinosa Alfambra, imaginero moderno granadino, autor, entre otros, del Santísimo Cristo del Trabajo y de Nuestra Señora de la Luz, titulares de la Hermandad del Cristo del Trabajo (Granada).[cita requerida]

## Obra
Talló numerosas imágenes y retablos para iglesias y cofradías de las capitales y provincias de Granada y Almería, destacando entre ellas una monumental Santa Cena realizada entre 1926 y 1928, que sigue saliendo cada año en procesión por las calles de Granada el Domingo de Ramos desde la iglesia de Santo Domingo.

### Tallas
- Jesús en la Borriquilla, iglesia de San Andrés, Granada, (1916).
- Grupo escultórico de la Santa Cena, iglesia de Santo Domingo, Granada, (1926-1928).[3]
- Soldado del Gobernador y sayón «el Bizco»,[4] (1929).
- San Juan de la Cruz, (1929).
- Nuestro Padre Jesús Nazareno, Huétor Tájar, Granada, (1937).[5]
- Nuestra Señora del Carmen, Barbate, (1938).[6]
- Virgen de los Remedios, Serón, (1938).[7]
- Virgen de Gádor, (1939).
- Nuestro Padre Jesús Nazareno, Berja, (1939).
- Cristo de la Veracruz, Íllora, (1940-1944).[8]
- Cristo Rey, iglesia de las Hijas de Cristo Rey, Granada, (1940).
- Nuestra Señora de la Victoria, Granada, (circa 1940).
- Conjundo de la Oración en el Huerto, Linares, (1942).[9]
- San Miguel Arcángel, Cástaras, (1943).[10]
- Nuestro Señor Resucitado, Sabiote (Jaén), (1943).[11]
- Virgen del Rosario, Sabiote (Jaén), (1945).[12]
- Nuestro Padre Jesús de la Pobreza, Almería, (1947).[13]
- Conjunto del Descendimiento, Almería, (1948).
- San Clemente -patrón-, ex-colegiata de San Patricio, Lorca (1948).
- San Juan de Dios, Museo Casa de los Pisa, Granada.
- Santa Catalina, Loja,[14]
- Virgen de la Amargura, Lorca.[15]
- Cristo Crucificado, Benalauría.[16]
- San Juan, Benalauría.[16]
- Virgen de los Dolores, Martos.[17]
- San Hermenegildo, iglesia parroquial de Alquife, Granada.[18]

### Retablos y tronos
- Retablo de la ermita de Nuestra Señora de Gádor, Berja. (1926).
- Retablo de la iglesia parroquial de Cástaras. (1947).[10]
- Retablo del convento de Santa Paula. Granada.

## Distinciones
Cuarenta años después de su muerte, en 1995, le fue otorgado el premio Barreta por «ser artífice de entrañables imágenes que procesionan año a año en nuestra encomiable Semana Santa y que son exponente de su perfecto hacer y de su dedicación profesional e inspirada».
Conmemorando el quincuagésimo aniversario de su fallecimiento, la Hermandad de la Santa Cena de Granada creó en 2005 el premio «Espinosa Cuadros», al enriquecimiento patrimonial de las hermandades y cofradías de la Semana Santa de Granada, con el fin de premiar a las que más se hayan distinguido durante el curso previo en el cuidado, mejora e incremento de su patrimonio, y de que éste sea bien conocido por los cofrades.
El Ayuntamiento de Granada honró su memoria dedicándole la calle Escultor Eduardo Espinosa Cuadros en el barrio Zaidín-Vergeles.